# 李伯
李伯（？—154年），蜀郡（今四川省成都市）人，东汉人物。
汉桓帝永兴二年（154年），李伯诈称自己是汉朝的宗室，应该被立为太初皇帝。事发后，被汉朝廷逮捕诛杀。